# Objekty na počest Zamenhofa nebo esperanta

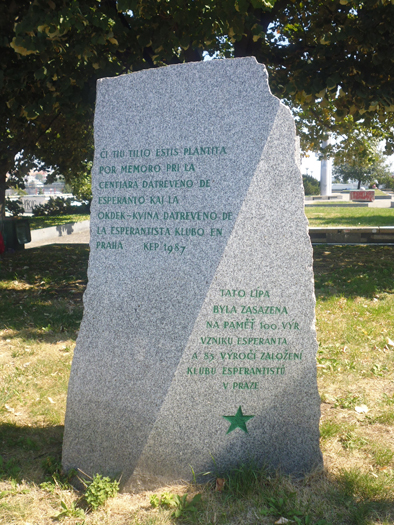
Pomník v Praze ke 100. výročí esperanta a 85. výročí pražského esperantského klubu

Objekty Zamenhof/Esperanto, zkráceně označované jako ZEO, jsou objekty pojmenované na počest Ludvíka Lazara Zamenhofa nebo esperanta. Tato zkratka byla poprvé použita v knize Huga Röllingera Monumente pri Esperanto (1997) – jedná se o ilustrovanou dokumentaci 1044 objektů o Zamenhofovi nebo esperantu v 54 zemích.
Tyto objekty mohou být: ulice, třídy, náměstí, parky, busty, domy, kavárny, restaurace, stromy atd. Může se jednat i o objekty pojmenované po významných esperantistech.

## ZEO v Česku
- 1914: Vůbec první esperantský pomník na světě byl postaven v roce 1914 ve Františkových Lázních během 4. celorakouského kongresu esperantistů (31. května – 3. června1914), kterého se zúčastnilo 300 lidí. Byl však za druhé světové války zničen fašisty. Nyní se na jeho místě nachází pamětní deska z iniciativy Svazu handicapovaných esperantistů, především tehdejšího předsedy Josefa Vaněčka (15. října 1991)
- 1914: Josef Blažek v Olomouci označil svůj rodinný dům názvem „Vila Esperanto“ (ulice Dvořákova 36)
- 1932: V Olomouci při 5. československém kongresu esperanta byl zasazen v prarku esperantský strom, před ním vztyčen pamětní kámen a přilehlá ulice byla pojmenová „Ulice Dr. Zamenhofa“
- 1934: V Bohumíně byl postaven pomník L. L. Zamenhofovi, který během války zničili fašisté, avšak v roce 1990 byl na jeho místě postaven nový
- 1935: V Lázních Bělohrad, kde bývaly úspěšné esperantské kurzy, byla jedna z ulic pojmována Alej L. L. Zamenhofa a obnovena po válce v roce 1959
- 1936: V Lichnově nedaleko Frenštátu pod Radhoštěm z iniciativy Romana Michny byl posteven pamětní kámen L. L. Zamenhofovi, za války zničený fašisty
- 1936: Esperantská vila v Luhačovicích
- 1938: V Litoměřicích otevřena Vinárna Esperanto
- 1947: V Bohumíně postaven v parku pomník a v roce 1951 přilehlá ulice dostala jméno „Alej dr. Esperanta“.
- 1947: V Pardubicích jedna z ulic pojmenována po esperantském básníku Stanislavu Schulhofovi (1864–1919), profesně byl lékař
- 1949: V Hradci Králové byla jedna ulice pojmenována jako „Zamenhofova“
- 1950: Esperantské zátiší v Kopřivnici, v místním parku, z iniciativy Rudolfa Zanášky (1907–1954), zakladatele skautingu a esperantismu ve městě. Později byl park zrušen kvůli výstavbě nového sídliště. V roce 2011 místní skauti našli v lese kámen z pomníčku a zjistili, že desku s nápisem zachránil jeden z místních esperantistů. Rekonstruovaný pomníček se nyní nachází ve skautském centru Vanavian v Kopřivnici
- 1952: Pomník J.A.Komenského v Ostravě, postavený esperantisty, protože Komenský byl průkopníkem myšlenky mezinárodní řeči. Hlavním iniciátorem byl Alois Kubala (11. května 1952)
- 1964: Pomník ve městě Příbor na památku Theodora Čejky, zakladatele esperantského hnutí u nás (5. května 1964)
- 1967: Ve Velkých Losinách zasazen esperantský strom
- 1967: V Nymburce odhalena pamětní deska Josefu Šilhartovi (1876–1958) s nápisem v češtině a esperantu, že šířil esperanto mezi železničáři
- 1970: Ve Frýdku-Místku otevřena Kavárna Esperanto
- 1975: V městském muzeu v České Třebové bylo zřízeno esperantské oddělení
- 1978: Na náhrobku Theodora Kiliana (1894–1978) v Třebíči, autora učebnic esperanta, rozhlasových kurzů a překladu Čapkovy Bílé nemoci (1938), je nápis „zasloužil se o esperanto“.
- 1979: Pamětní deska na domě v Příboře, kde se v roce 1897 scházel první dělnický esperantský kroužek, který vedl A. Sattek
- 1987. Pomník v Praze ke 100. výročí esperanta a 85. výročí pražského esperantského klubu
- 1990: V Lánech zasazen esperantský strom
- 1990: Ulice v Třebíči, kde stojí dům učitele T. Kiliána, byla pojmenována „Esperantistů“
- 1990: Ve Slaném zasazen esperantský strom
- 1990: V lázních Jeseník zasazen esperantský strom
- 1991: Na hrobě esperantského básníka Stanislava Schulhofa jedna z jeho básní (v Pardubicích)
- 1992: V České Třebové otevřena Kavárna Esperanto
- 1995: V Litomyšli na hrobě esperantského spisovatele Karla Píče (1920–1995) je informace, že tvořil literaturu v esperantu
- 1999: V Prostějově ulice „Esperantská“
- 2000: Ve Znojmě v parku Domu dětí a mládeže zasazen esperantský strom
- 2002: Esperantský strom v Ostravě-Porubě
- 2008: Ve Svitavách v Ottendorferově knihovně bylo otevřeo Muzeum esperanta
- 2008: V Praze-Štěrboholech pojmenována ulice jako Zamenhofova a stejně se jmenuje i autobusová zastávka
- 2010: V parku v České Třebové postaven pamětní kámen k 50. výročí místního esperantského klubu Amikeco
- 2012: Ve Svitavách esperantský strom s pamětním kamenem. Další zasazen v roce 2019.

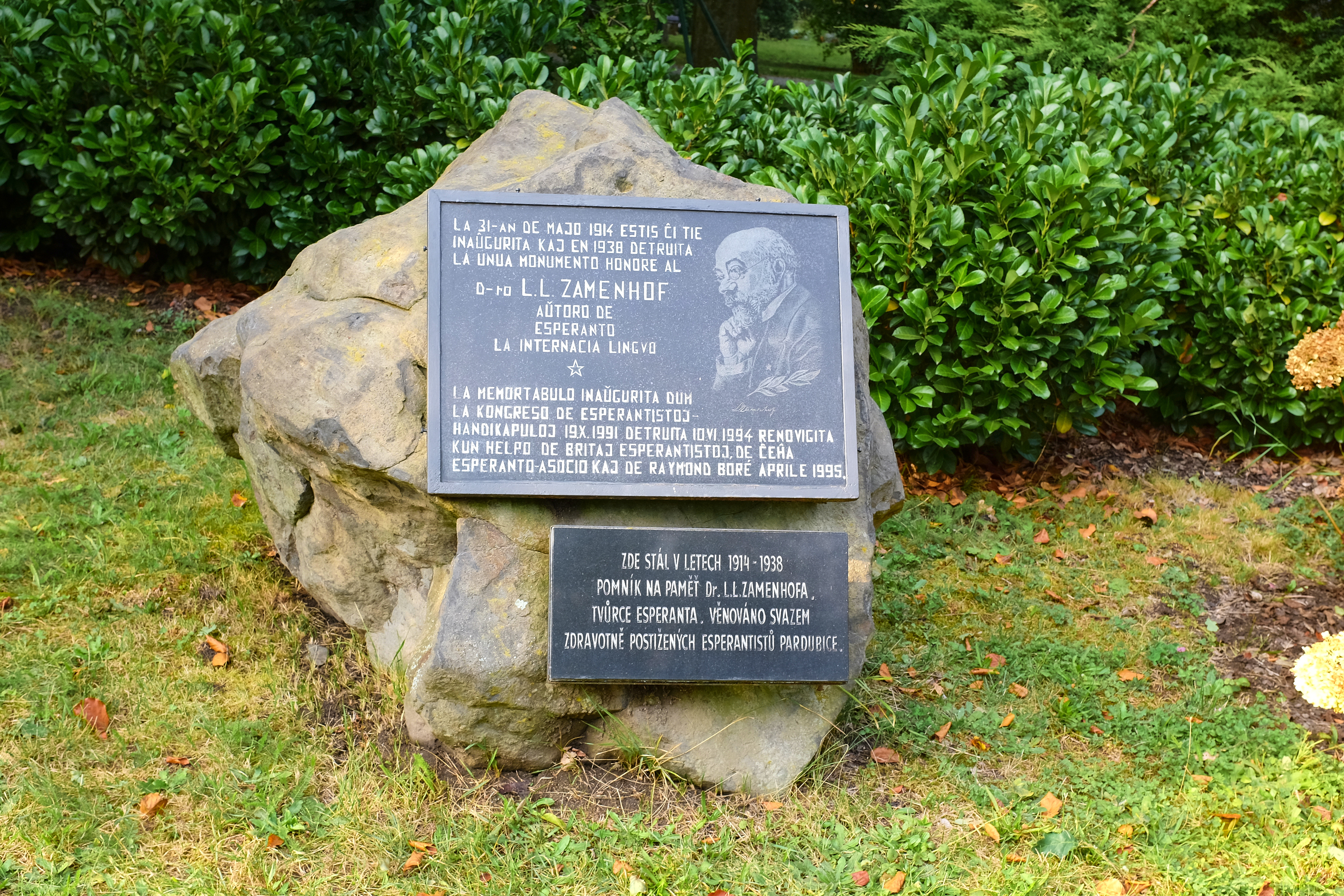
Pamětní deska v místě, kde stál první památník esperanta
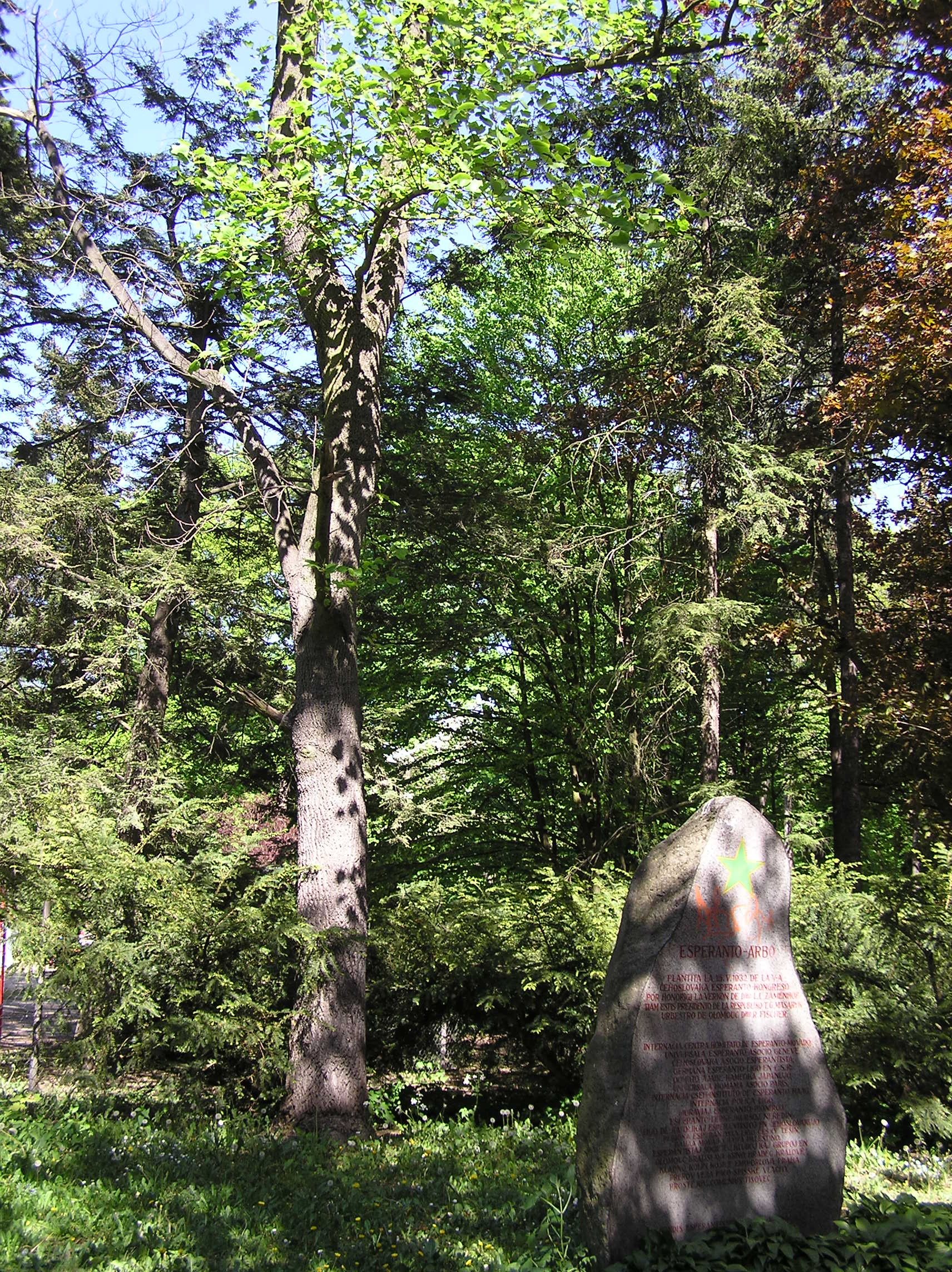
Esperantský strom a památník v Olomouci
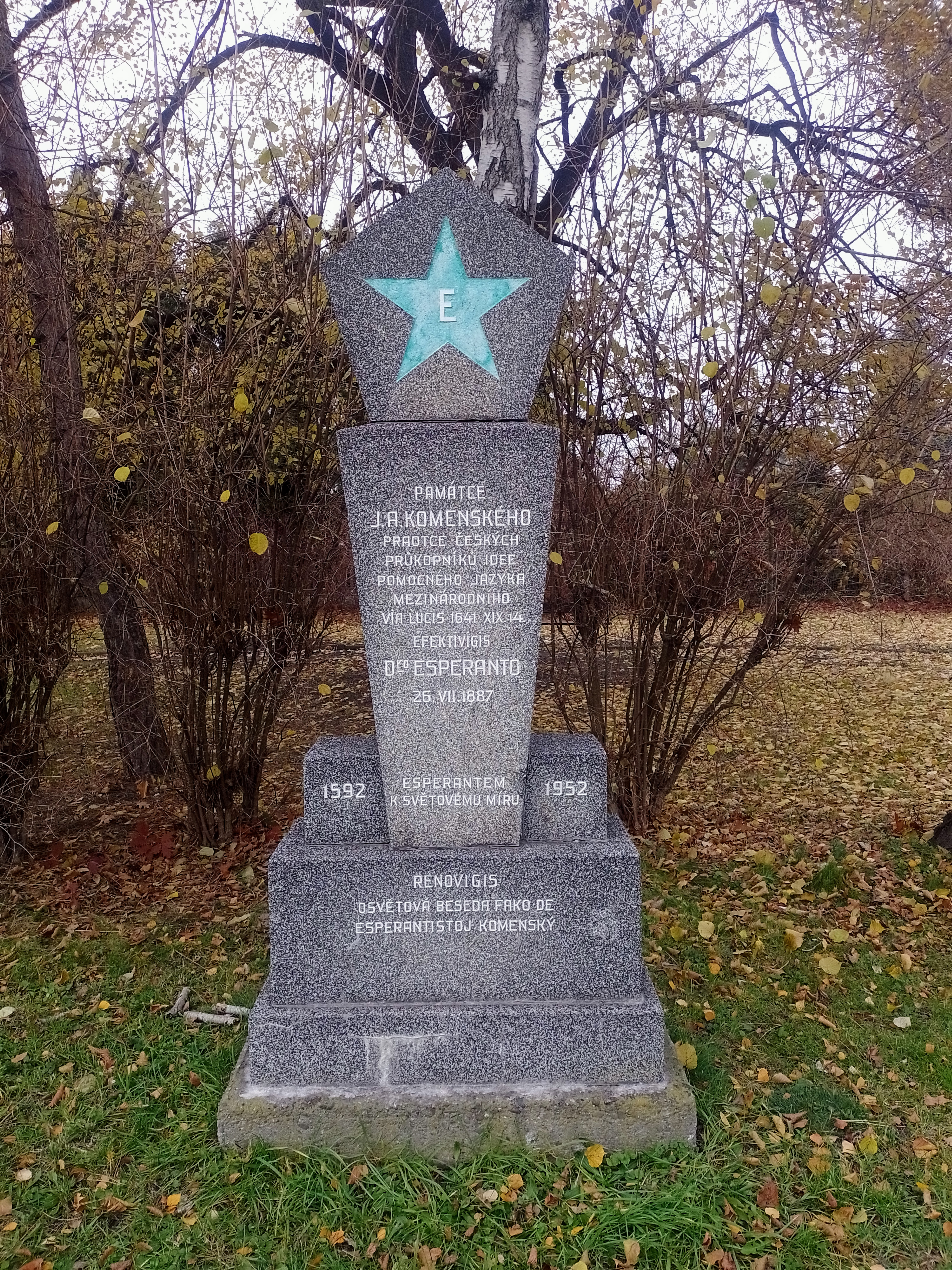
Památník esperantu a Janu Komenskému v Ostravě
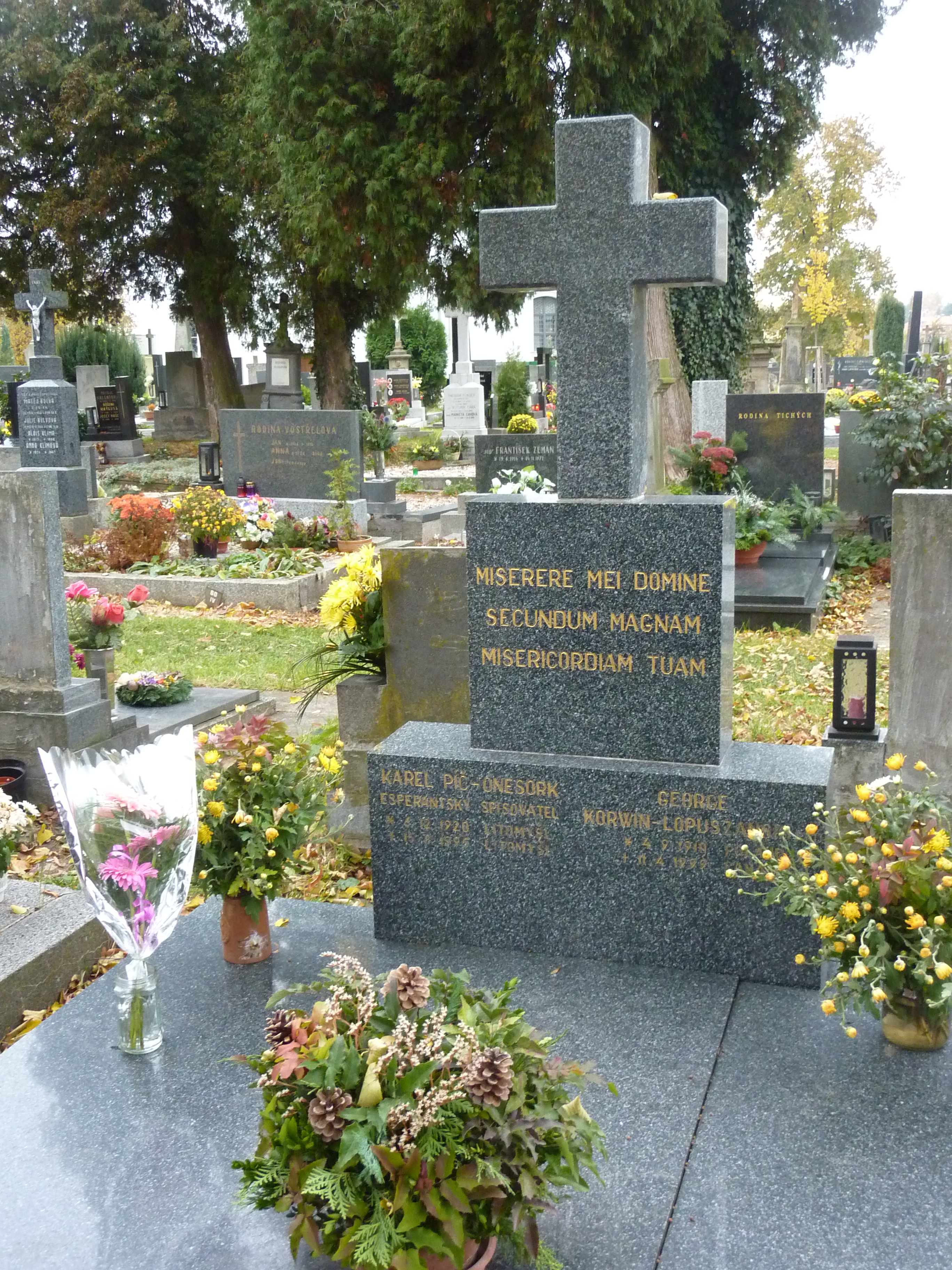
Hrob Esperantisty Karla Píče, Litomyšl
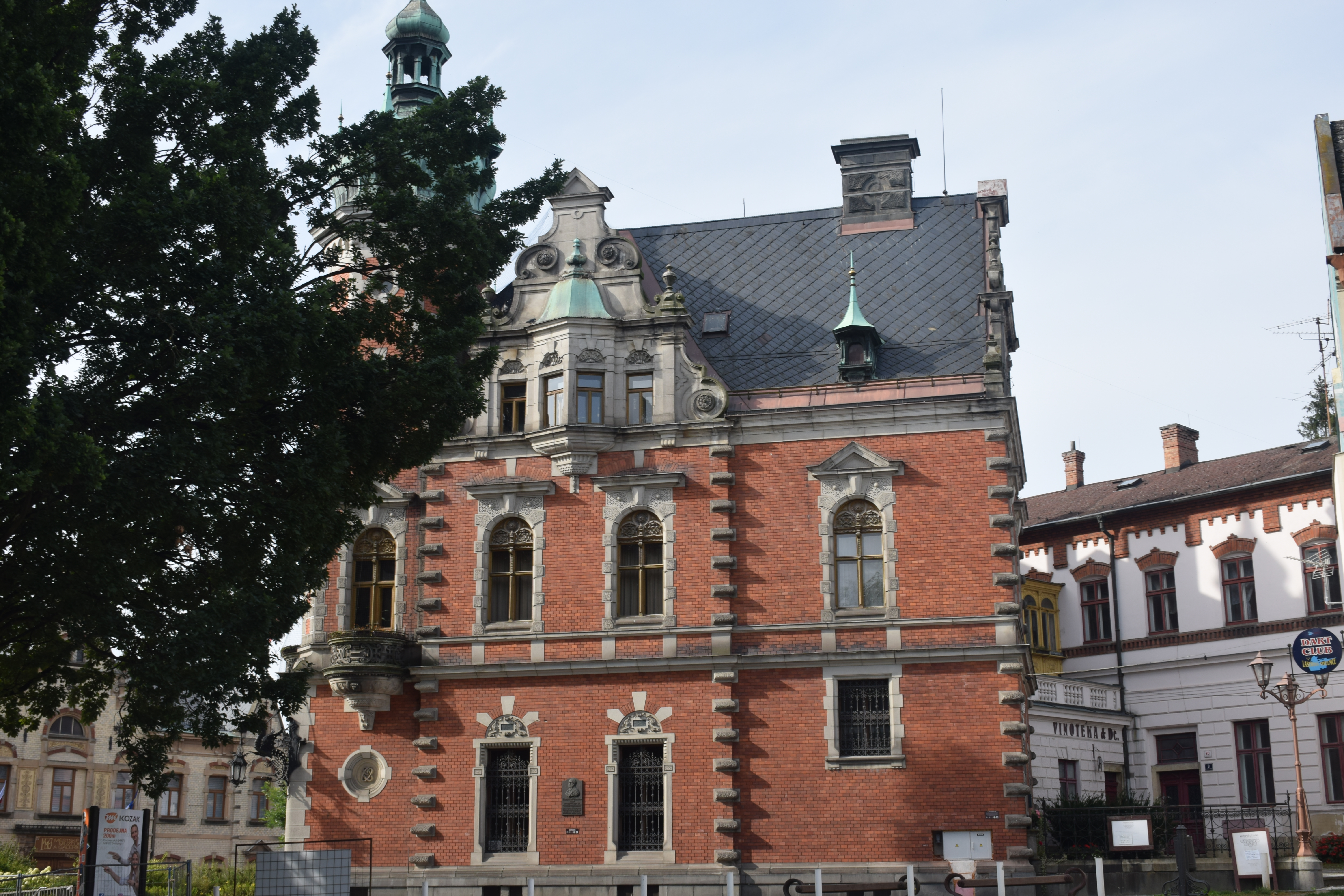
Muzeum Esperanta v Ottendorferově domě, Svitavy